# 듀스 비갈로 2 - 유로피안 지골로
《듀스 비갈로 2: 유로피안 지골로》(영어: Deuce Bigalow: European Gigolo)는 미국에서 제작된 마이크 비글로 감독의 2005년 범죄 섹스 코미디 영화이다. 《듀스 비갈로》(1999)의 속편이다. 롭 슈나이더가 전작에 이어 공동 각본과 주인공을 맡았고, 잭 지어러퓨토 등이 제작에 참여하였다.

## 출연
- 롭 슈나이더
- 에디 그리핀
- 틸 슈바이거
- 예룬 크라베
- 하나 페르봄
- 더글러스 실스
- 찰스 키팅
- 카를로스 폰세
- 레이철 스티븐스
- 앨릭스 디미트리아더스
- 미란다 레이즌
- 오데드 페르
- 조 텔퍼드
- 빈센트 마텔라
- 보비 수 루터
- 켈리 브룩
- 프레드 아미슨
- 아리아 버레이키스
- 놈 맥도널드
- 애덤 샌들러
- 엘리사베타 카날리스
- 한탈 얀전

## 기타 제작진
- 공동 제작: 톰 맥널티, 네이선 탤버트 리먼
- 배역: 로저 머슨든
- 미술: 베네딕트 스힐레만스
- 의상: 린다 보허르스
- 음악 감독: 마이클 딜벡